# 1992 في الدنمارك
فيما يلي قوائم الأحداث التي وقعت خلال عام 1992 في الدنمارك.

## سياسة

### انتهاء فترة المنصب
- 19 نوفمبر – أندرس فوغ راسموسن عضو فولكتنغ [الإنجليزية]‏، وزير الضرائب [الإنجليزية]‏.

## رياضة
- 26 يونيو - فازت الدنمارك بـ بطولة أمم أوروبا لكرة القدم.
- 9 سبتمبر – ملعب باركن

## مواليد

### يناير
- 19 يناير – سيسيلي غريف لاعبة كرة يد دنماركية.

### فبراير
- 11 فبراير – لاسي نورمان هانسن
- 14 فبراير – كريستيان إريكسن لاعب كرة قدم دنماركي.
- 16 فبراير – نيكولاي بويلسن لاعب كرة قدم دنماركي.

### مارس
- 26 مارس – كاثرين هينداهل لاعبة كرة يد دنماركية.

### أبريل
- 3 أبريل – ميا بيلتوفت لاعبة كرة يد دنماركية.
- 14 أبريل – فريديريك سورينسين لاعب كرة قدم دنماركي.

### يوليو
- 3 يوليو – كارين بريتزا لاعبة كرة مضرب دنماركية.

### أغسطس
- 3 أغسطس – يانيك فيسترغارد لاعب كرة قدم دنماركي.
- 20 أغسطس – كاسبر كيسام لاعب كرة يد دنماركي.

### سبتمبر
- 17 سبتمبر – في وولر لاعبة كرة يد دنماركية.

### أكتوبر
- 17 أكتوبر – لويز بورجارد لاعبة كرة يد دنماركية.
- 25 أكتوبر – آن ميت بيدرسن لاعبة كرة يد دنماركية.

- 19 أكتوبر – وولف شميت (مواليد 1911)

### نوفمبر
- 9 نوفمبر – وليام هيلكورت (مواليد 1900)